# Chascanopsetta elski
Chascanopsetta elski är en fiskart som beskrevs av Foroshchuk, 1991. Chascanopsetta elski ingår i släktet Chascanopsetta och familjen tungevarsfiskar. Inga underarter finns listade i Catalogue of Life.